# 丘民范
丘民范（1488年—1539年），字汝中，江西廣信府貴溪縣人，明朝政治人物。

## 生平
嘉靖元年（1522年）壬午科江西鄉試第四十三名舉人，二年（1523年）中式癸未科會試第七名，二甲第十八名進士。授南京兵部職方司主事，參與大禮議，升郎中，八年（1529年）出為邵武府知府。當地政鬆散，豪族橫行不法，他就用嚴刑糾正，罷黜貪污的蕭姓知縣；驛傳侵吞漁戶糧餉，他為計糧薄徵，每月給發，餘款儲存於庫，又奏請補償河船魚糧每年賠累，府民稱他「仁而不懦，明而不察」。十二年（1533年）十二月升山東布政使司左參政，督理糧儲，奉表入京，論時政，十七年（1538年）調廣東布政使司左參政，十八年（1539年）卒於官。其事績見《江午坡集》·《明故大中大夫廣東布政司參政丘公墓誌銘》。

## 家族
曾祖丘祺，處州府知府；祖父丘珮；叔父丘九仞；父丘鉅。母畢氏。慈侍下。兄丘民浩、丘民望、丘民仰，弟丘民樂、丘民節、丘民符。